# 多摩田園都市
多摩田園都市（たまでんえんとし）は、東京急行電鉄（現：東急および東急電鉄）の主導によって開発された、東急田園都市線の梶が谷駅 - 中央林間駅間の沿線地域を指す際に用いられる通称名、広域地名。総面積は約5000haで、東京都町田市を間に挟み神奈川県川崎市、横浜市、大和市の合計4市にまたがる。2017年3月末時点の人口は約62万人。

## 概要
鉄道新線（東急田園都市線）の建設と一体化した形で田園都市が開発された。一括代行方式、すなわち組合施工による土地区画整理事業を東京急行電鉄が一括代行するという方式で街づくりが行われた。
最初の土地区画整理事業地区として川崎市の野川地区で1959年から開発が行われ、2000年に開発が始められた川崎市の犬蔵地区に至るまで、40年以上にわたり合計55地区、総面積3204.3haの土地区画整理事業が行われた。
土地区画整理事業が施行された区域には住宅地を主体とした街が広がっている。
なお、この開発事業は以下の受賞歴がある。
- 1987年 日本建築学会賞(業績賞) 受賞業績：「多摩田園都市 －良好な街づくりの多年にわたる業績－」 受賞者：「東京急行電鉄 五島昇」[5]
- 1989年 都市緑化基金 緑の都市賞(内閣総理大臣賞) 作品名：「ランドスケープ・ミュージアム多摩田園都市」[6]
- 2002年 日本都市計画学会石川賞 作品名：「東急多摩田園都市における50年にわたる街づくりの実績」 受賞者：「東京急行電鉄株式会社」[7]

## 理念

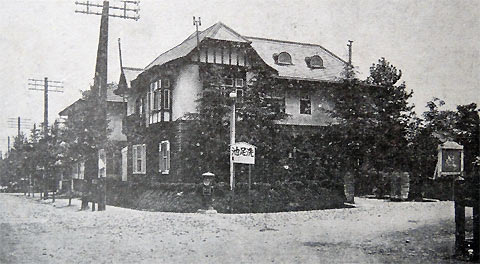
田園都市株式会社本社 （現在の東京都目黒区洗足二丁目25番）

田園都市はイギリス人都市計画家、エベネザー・ハワードがその著書『明日の田園都市』で提唱したもので、ハワードの思想はヨーロッパで20世紀の都市づくりや集合住宅の設計などに大きな影響を与えた。明治財界の大御所で、子爵渋沢栄一は数回の欧米視察で田園都市の必要性を感じ、1915年、パナマ運河開通記念万国博覧会に出席のため渡米前に、田園都市作りの企画検討を始めた。
米国からの帰国後、渋沢栄一は営利活動から身を引いたが、ことあるごとに田園都市構想を説き、1918年に計画ができた。渋沢栄一らが1918年に田園都市株式会社を設立し、引退していた栄一に代わり、翌年、その息子の秀雄が田園都市会社の支配人となった。秀雄はハワードの考えに基づいて作られたイギリスの町、レッチワースを訪れるなど計画の具体化に向け邁進し、秀雄の海外で学んだ理想も田園都市の中に多く反映され、理想的な住宅地「田園都市」として1922年に洗足田園都市の分譲を開始した。またその地の足の便の確保のために鉄道子会社（後の東急電鉄）も設立した。下記の洗足田園都市の理念は後年の多摩田園都市など東急グループによる都市開発にも継承されている。　
田園都市株式会社が意図した構想は、同社のブローシャー『田園都市案内』（1922年1月）に見ることが出来る。
「さり乍ら都市集中の趨勢激しき今日大都市を離れて生活資料を自給し得る新都市を建設するのは至難の事であります。故に一方に於いて大都会の生活の一部を為すと共に他方に於いて文明の利便と田園の風致とを兼備する大都市付属の住宅地ありとせば如何に満足多きことでありませう。此の目的に添ふ住宅地の要件としては私共は凡そ次のことを要求したいと思ひます。
- 土地高燥にして大気清純なること。
- 地質良好にして樹木多きこと。
- 面積は少くとも十万坪を有すること。
- 一時間以内に都会の中心地に到達し得べき交通機関を有すること。
- 電信、電話、電燈、瓦斯水道等の設備完整せること。
- 病院、学校、倶楽部等の設備あること。
- 消費組合の如き社会的施設をも有すること。

右の如き住宅地を単に郊外市と呼捨てるのは餘りに物足りなく思ひます。天然と文明、田園と都市の長所を結合せる意味に於て同じく田園都市と呼ぶも強ち不當ではあるまいと思ひます。」
土地柄としては「文明の利便と田園の風致」「天然（自然）と文明」「田園と都市の長所を結合せる」ことはうたわれているが、ロケーションについてはあくまで「大都市付属の住宅地」「一時間以内に都会の中心地に到達し得べき交通機関を有すること」と初めからなっている。田園都市内に必ずしも勤務先も包含するものではなく、自給自足都市を敢えて指向していないところに、ハワードの思想を独自に発展させ、現実化した様がうかがえる。

## 立地
多摩田園都市の「多摩」は多摩丘陵に由来し、概ね東急田園都市線梶が谷駅～中央林間駅間及びその沿線約20kmに相当する。つくし野駅以東は多摩丘陵上に、すずかけ台駅以西は相模野台地上にそれぞれ展開する。
また、開発区域に並行して東名高速道路が建設されており、1968年の開通当時から開発区域の近隣に東名川崎ICと横浜町田IC（当初は横浜IC）が設置されている。また、1998年には、開発区域の中間付近に当たる横浜市青葉区市ヶ尾町に横浜青葉ICが設置された。
行政区画としては、神奈川県川崎市高津区・宮前区・麻生区、同横浜市青葉区・緑区、東京都町田市、神奈川県大和市（ただし、大和市付近は小田原急行鉄道系の林間都市計画に当たるが、この計画は1941年に頓挫している。）に当たる。
なお、東急は、自社が開発を主導した区域とその周辺の都市再生機構による開発が行われた地区、計画的な開発が未だに行われていない長津田駅周辺なども含めた、約5000haの区域を多摩田園都市と称していることから、多摩田園都市とそれ以外の区域の明確な区分は存在しないともいえる。

## 都市建設方式
計画地域内の複数の地域で土地区画整理事業を施行し、土地区画整理事業が行われた地域の周辺へその効果が波及することによって、計画地域全体の開発が自律的に進むことを期待する方式であった。
また、土地区画整理事業の施行は、一定割合以上の地権者の間で合意が形成されるなど、着手可能な箇所から順次実施された。

### 一括代行方式による土地区画整理事業
造成工事などに要する費用を東急が立て替える代わりに、土地区画整理事業により造成した土地の一部を保留地として東急に提供し、その処分を東急に任せる方式であった。また、測量や造成工事・行政上の手続きなどの、土地区画整理事業における一連の業務も東急が請負う形態であった。

### チャンネル開発方式
1966年に東急と菊竹清訓建築設計事務所が共同で都市建設の方法について検討・策定した「ペアシティ計画」で採用された方式である。
この計画では都市を3種類の拠点(チャンネル)と、3種類のネットワークによって都市を構成し、必要な都市機能を段階的に追加・拡充する方法で、チャンネル開発方式と呼ばれた。
3種類の拠点は以下のように区分されていた。
| チャンネル種別 | 機能 |
| -------------- | --- |
| プラザ         | 最も主要な交通動脈の拠点として設置される、住民のニーズに応えるための大規模な複合施設で、田園都市線の主要駅に設置される                      |
| ビレッジ       | 拠点の機能が相当集積されているか、または今後集積されることが予想される地点に設置される施設で、300戸以上の居住施設と商業・公共施設の複合施設 |
| クロスポイント | 開発の初期段階で生活道路の交差点に設けられる、その付近の住民が必要とする物品やサービスを提供する施設                                        |

また、3種類のネットワークは以下のように区分されていた。
| ネットワーク種別 | 機能                                                                                             |
| ---------------- | ------------------------------------------------------------------------------------------------ |
| 交通             | 歩行者・自転車・自動車・鉄道の経路と駐車・駐輪施設で構成される                                   |
| ショッピング     | 既存の商店街が線状に延びるか、または交通拠点・主要施設間を連絡して帯状に形成される               |
| グリーン         | 緑地・河川・公園・神社・文化施設・公開空間などの施設と、それらを結びつける街路によって形成される |

これらの都市機能は、計画的に設けられたものと、スプロール現象のような自然発生的なものが、ともに都市機能の構成要素として機能し、共存可能であるとされた。
この計画のコンセプトは、最初から都市の最終形態を決定せず、ある程度、計画的な開発をした後に、さらに必要とされる都市機能を追加してゆくものであった。これによって、計画的であると同時に自然発生的な住宅都市の形成を目指したものであるとともに、都市開発の基本単位を個別の土地区画整理事業とする多摩田園都市開発事業との親和性が高いと考えられ、ペアシティ計画以降の計画でもこの考え方が踏襲されている。

#### 拠点の設置
ペアシティ計画以前から、宅地や公園以外の施設を供給することが計画されていた。ペアシティ計画以前の段階では、日本住宅公団の指導により青葉台駅前に建設された1970年に完成した、低層階に商業施設、上層階に日本住宅公団の賃貸集合住宅を持つ複合施設である青葉台プラーザビル（現：青葉台東急スクエア North2・3・4）を除くと、特に拠点性を持つ施設は設置されていなかった。
1966年に策定されたペアシティ計画では、拠点施設の投入提案がなされたが、実際にはペアシティ計画に参加した内井昭蔵の設計による住居施設（桜台コートビレジ、宮崎台ビレジ）や住居商業複合施設（桜台ビレジ）など、「東急ドエル」と呼ばれる集合住宅が建設される程度にとどまっていた。
また、都市機能の充実を目標として1973年に「アミニティプラン多摩田園都市計画」が策定された後、以下のような施設が設置されている。
- 1975年 - 東急藤が丘ビル（カルチャーセンター・貸会議室・スポーツ施設）[注 1]
- 1978年 - さぎ沼とうきゅう（総合スーパー、現：フレルさぎ沼）、東急嶮山スポーツガーデン（スポーツ施設、現：あざみ野ガーデンズ）
- 1982年 - たまプラーザ東急SC（たまプラーザ東急百貨店を核テナントとしていた。現在のたまプラーザテラスの一部）

#### 緑地の整備
開発地区内での緑地保全が開発初期段階から実施されており、モデルケースの一つとなった恩田第一地区土地区画整理事業時には公園建設予定地内の既存の樹林を残している他、恩田第二地区内の桜台公園では自然地形をほぼそのまま利用して公園としている。
また、上谷本第一地区内のもえぎ野公園は、既存の灌漑用の溜池と周囲の丘陵を利用して公園にするなど、各開発地区ごとに個別に実施されていた。
本格的な緑地計画は、東急と菊竹清訓建築設計事務所と共同で、1966年に策定したペアシティ計画以降実施されることになる。

### 開発上の問題点
土地区画整理事業が急速に進展し、必要な事業資金が急速に増加したことに加え、未処分の東急所有地が蓄積される状況となった。また、伊豆急行線や田園都市線の建設資金が必要となり、1960年代前半には東急自身が資金不足に陥ったため、自社の所有地を日本住宅公団などの公的機関や、民間企業に従業員住宅向けに売却して当座の事業資金を確保することになった。
このため、当初の想定を上回る集合住宅が供給され、人口が急増する事態を招いた。

## 開発の経緯

### 開発予定区域の変遷

#### 城西南地区開発構想
多摩田園都市構想は、1953年、当時の東急電鉄会長・五島慶太によって発表された「城西南地区開発趣意書」に端を発する。
五島は1939年、世田谷区南西端の上野毛に移住し、そこから城西南地区へよく散歩に出かけていた。この時、五島は秘書に「ここに鉄道を通すのが俺の夢だ。」と話していたが、構想発表当時には高速道路（東急ターンパイク）建設に考えが変わっていた。
最終的に多摩田園都市開発の対象地として決定した地域は、神奈川県北東部の丘陵地帯であった。大山街道に沿った小規模の集落を除けば第二次世界大戦までは東京防衛のための軍隊の演習地であり、戦後になって農民の入植が行われていた地域だった。
また、東急によれば1955年(昭和30年)の地域人口は約2万人とされている。
城西南地区開発構想での開発対象地域は以下の通りで、現在の多摩田園都市地域の他に、後に港北ニュータウンとなる地域や、鶴見川沿いの工業地域や住宅団地となる地域を含んでいた。
| 地区名 | 対象地区 |
| ------ | --- |
| 宮前   | 川崎市字馬絹・大字梶ヶ谷・大字野川・大字有馬・大字土橋・大字宮崎(旧宮前村)                                                               |
| 中川   | 横浜市港北区中川町・南山田町・北山田町・牛久保町(旧中川村)                                                                               |
| 山内   | 横浜市港北区元石川町・荏田町(旧山内村)                                                                                                   |
| 中里   | 横浜市港北区寺家町・鉄町・鴨志田町・成合町・上谷本町・下谷本町・西八朔町・北八朔町・市ヶ尾町・黒須田町・大場町・小山町・青砥町(旧中里村) |
| 田奈   | 横浜市港北区恩田町・奈良町・長津田町(旧田奈村)                                                                                           |
| 新治   | 横浜市港北区十日市場町・新治町・三保町(旧新治村)                                                                                         |
| 都田   | 横浜市港北区川和町(旧都田村) |

「城西南地区開発」は、これらの地域内に核となる街区を建設するとともに、開発対象地域の北部を貫通して二子玉川と厚木基地周辺の工業地帯を連絡する交通機関(高速道路または鉄道)と、渋谷から開発対象地域の東部を貫通して、小机、横浜駅西方を経由し湘南方面を連絡する高速道路(東急ターンパイク)を建設して、短期間で新都市を建設するという構想であった。
しかし、1956年に公布施行された首都圏整備法に基づく首都圏整備計画で定められた「グリーンベルト」地域に計画地域の大部分が含まれることから、「多摩川西南新都市計画」が策定されることになった。

#### 多摩川西南新都市計画
1956年に策定された首都圏整備計画に適応させるために、同年、新たに策定された「多摩川西南新都市計画」では、北部の交通機関は鉄道路線に変更された事に加えて、開発地域を4つのブロックに分けて、各ブロックの間に緑地帯を設ける計画に変更された。
| ブロック名  | 対象地区                                                                         |
| ----------- | -------------------------------------------------------------------------------- |
| 第1ブロック | 川崎市土橋・馬絹・宮崎・有馬・梶ヶ谷・野川・菅生・上作延・長尾・末長・新作・千年 |
| 第2ブロック | 横浜市港北区元石川町・荏田町など                                                 |
| 第3ブロック | 横浜市港北区東方町・池辺町・佐江戸町など                                         |
| 第4ブロック | 横浜市港北区恩田町・長津田町など                                                 |

さらにその後、開発区域の東部を縦貫する東急ターンパイクは、建設省の高速道路計画（現在の第三京浜道路）とルートが重複することから建設が断念されるとともに、第3ブロック自体も建設予定の鉄道路線から大きく離れることから、開発そのものが断念された。
また、この段階から、開発面積と区画整理を施行する区域の面積や、計画人口、人口密度の設定が行われた。
| 開発計画区域面積               | 約4450ha |
| 土地区画整理事業施行区域の面積 | 約1930ha |
| 計画人口                       | 33.1万人 |
| 人口密度                       | 75人/ha  |

#### 第4ブロックの設定
このような変遷を経て、構想段階とは異なる計画が作成され、最終的には多摩川西南新都市計画における第1ブロック、第2ブロックと、元の第4ブロックを第3ブロックに変更し、さらに町田市南部と大和市北東部を新たに第4ブロックとして開発地域に加え、ブロック毎に開発が行われることになった。
| ブロック名  | 対象地区                                                                         |
| ----------- | -------------------------------------------------------------------------------- |
| 第1ブロック | 川崎市土橋・馬絹・宮崎・有馬・梶ヶ谷・野川・菅生・上作延・長尾・末長・新作・千年 |
| 第2ブロック | 横浜市港北区元石川町・荏田町など                                                 |
| 第3ブロック | 横浜市港北区恩田町・奈良町など                                                   |
| 第4ブロック | 横浜市港北区長津田町，東京都町田市小川・鶴間，大和市公所・下鶴間                 |

### モデル地区の開発
東急は1956年に、大井町線溝の口-長津田間の地方鉄道免許を申請するとともに、多摩田園都市開発事業における最初の土地区画整理事業となる川崎市の野川第一地区を含め、開発予定地内の3箇所で実際に市街地建設を行い、具体的な開発事例を示すことにした。

#### 野川第一地区
最初に開発が行われた地区であり、現在の川崎市宮前区野川の一部である。
地区内に、低層住宅地区、集合住宅地区、商店街、公共施設を持つ、独立した街区を形成した。
集合住宅地区の土地は川崎市内に事業所を持つ企業に売却され、従業員住宅として利用された。
一方、土地区画整理区域内にあった、土地区画整理事業に参加しない地権者の土地については、東急が所有していた区画整理事業区域外の土地と交換し、該当する地権者の土地に所有していた農作物等については、土地区画整理組合が移転することで解決が図られた。

#### 荏田第一地区
現在の横浜市青葉区荏田町の一部である。
事業が開始された1957年当時、荏田町内を蛇行していた国道246号線の付け替えによる改良された新道(片側1車線)と横浜市の都市計画道路を土地区画整理事業の対象地区に含めることが、建設省と横浜市の間で決定された。
それに対して、土地区画整理事業に伴う公共用地へ供用される土地面積を増やして、用地を確保し、国道246号線を片側2車線に拡幅して整備すべきとする意見が東急から示された。
このため、国道246号線の改良を巡って、東急、横浜市、推進派地元住民、反対派地元住民、建設省の間で意見が対立したが、最終的に国道246号線は片側2車線の幹線道路として整備されることになった。この事業に際して、横浜市は国道246号線の拡幅を推進する立場をとったため、反対派地元住民及び建設省と対立することになった。反対派地元住民との最終的な合意が成立したのは1964年であり、事業が完了したのは1968年であった。

#### 恩田第一地区
現在の横浜市青葉区つつじが丘の一部である。鉄道駅予定地と隣接した地区内に、低層住宅地区と公園及び小学校を持つ街区を形成したことに加え、国道246号線との立体交差及び地区内道路とのインターチェンジの設置が行われた。さらに、この地区では地形の変更を最小限度に抑える設計が採用されたため、谷戸田(横浜市港北区恩田町字地獄田)に面した丘陵であったこの地区は、坂の多い街区となった。

### ペアシティ計画の策定
モデル地区を含めて、既に16の土地区画整理事業組合が設立され造成工事が進められる中、1966年に策定された前述の「チャンネル開発」方式を含む都市開発の基本計画である。
| 開発計画区域面積               | 約4180ha |
| 土地区画整理事業施行区域の面積 | 約1750ha |
| 計画人口                       | 40.0万人 |
| 人口密度                       | 96人/ha  |

### 田園都市線の開業
1966年に田園都市線の溝の口駅 - 長津田駅間が開業した時点で、既に沿線人口は土地区画整理事業が施工されていない地域も含めて4万7,000人に達していた。田園都市線開業前の段階では、開発区域の交通機関は路線バスによって構成され、東横線、横浜線、小田急線の駅に連絡していた。
1966年の田園都市線開業とともに、初期の土地区画整理事業が相次いで完了し、多摩田園都市への入居が本格化した。

### アミニティプラン多摩田園都市
ペアシティ計画で想定していた人口密度を上回る状況と、同計画で自然発生に期待していた都市機能の整備の遅れを受けて、1973年に策定された。
この計画では計画人口及び人口密度を上方修正するとともに、東急主導で都市機能を充実させることや都市緑化に主眼を置いた計画となっていた。
| 開発計画区域面積               | 約5000ha |
| 土地区画整理事業施行区域の面積 | 約3230ha |
| 計画人口                       | 50.0万人 |
| 人口密度                       | 100人/ha |

なお、1973年よりも前に着手された土地区画整理事業では、虹ヶ丘団地及びすすき野団地の建設計画を組み込んだ早野地区を除き、各地区の計画人口密度を100人/haとしていたが、1973年以降に横浜市内で認可された土地区画整理事業においては、計画人口密度を120-150人/ha程度に設定している。
これは、横浜市が「計画人口の裏付けとなる土地利用計画とそれを裏付ける建築協定を策定すること」を土地区画整理事業を認可する条件として付与したためである
。

### 多摩田園都市21プラン
1988年に策定された計画であり、開発面積や計画人口は従来の「アミニティプラン多摩田園都市」で策定された計画と同一である。
この計画では、以下の3つの基本方針に基づいて、都市開発事業の重点を土地区画整理事業によるインフラ整備を中心としたものから、整備したインフラを活用して都市機能を充実させるものへ方向転換させている。
- 住環境の質の向上
- 多機能型都市への転換
- 固有文化の形成

## 現状と課題
初期に分譲された住宅地での高齢化が進行している。特に各駅から遠い地域では、住民の転出などによる空き家や、住宅を取り壊した跡地の買い手が見つかっていない空き地が散見されるようになっている。このため東急は横浜市など沿線自治体と対策に着手しており、東急ではこれへの対応として、一定条件を満たした沿線の既存住宅について2005年から改装と販売を開始していた。東急はこれを発展させる形で横浜市との協議を重ね、2012年には「次世代郊外まちづくり」を目指す包括協定を締結した。2017年には同協定を更新し、東急グループの再編で東急株式会社が同事業の主体となった現在でも横浜市と共同で「次世代まちづくり　WISE CITY」プロジェクトを推進している。

## 周辺自治体との関係

### 川崎市
当初は開発予定地域のベッドタウン化を懸念し慎重な姿勢をとっていたが、意向の食い違う部分については交渉によって解決し、市民サービスにとって有益となるように選択をしていた。
このことは、鷺沼プールの設置を巡る経緯から見てとることが出来る。
技術的事情から川崎市水道局の配水池を、田園都市線鷺沼駅前に設置することになった際に、配水池を別の場所への設置を求めた東急などと協議し、東急側からの妥協案である、「駅前の土地を有償で購入し、集客施設を設ける」という案を受け入れ、その結果として設置されたのが鷺沼プールである。
また、1982年に高津区・宮前区・多摩区・麻生区への分区を行って、関係する自治体の中では住民のニーズにきめ細かく対応する体制をいち早く整えている。

### 横浜市
1953年に城西南地区開発計画が発表された後、横浜市建設局では、この開発計画を「特殊開発に依る市街地計画」と位置づけ、当時未開発であった港北区西北部の開発を東急に委ねることも考慮されていた。1961年に行われた、モデル地区の一つである恩田第1土地区画整理事業の起工式において、半井清横浜市長は、多摩田園都市開発に期待を示すとともに協力する姿勢を示す祝辞を述べた。
その後、1963年に飛鳥田一雄が市長に就任すると、後述する2つの大きな問題をはじめとする諸問題が惹き起こされ、上記の状況から一転して、飛鳥田の下で横浜市当局は東急と対立する場面もしばしば見られた。
横浜市当局は多摩田園都市関連の行政サービスに必要な費用が市の税収の2倍を超えるとして、東急に対して学校用地の無償提供などを求め、格安の価格で東急に土地を提供させた。また、学校以外の案件についても東急に土地の提供や費用負担を求める意図を持っていた。
また、横浜市当局は3篇からなる論文の中で、営利企業である東急が大規模な都市開発事業を行うことは好ましくなく、開発地域の行政サービスの実施について、東急が一定の負担を行うことが前提条件となるとしていた

。このため、住民への行政サービスは横浜市内では最低水準に抑えられていた。
その後、飛鳥田が日本社会党の党首に転出したため、1978年に飛鳥田の後継者として市長に就任した細郷道一に未解決の問題の解決が委ねられることになった。
1990年に現在の青葉区が地盤で、自身も緑区、青葉区民であった高秀秀信が市長に就任すると横浜市と東急の関係は大きく転換する。1993年にPFI方式によって青葉区民文化センター(フィリアホール)を整備するといった、今後の都市整備のモデルケースとなるような試みもなされた。
また、2005年には、田奈駅前に「東急多摩田園都市まちづくり館」がリニューアルオープンした際に、東急の施設内に青葉区区民交流センター「田奈ステーション」が設置されるなど、市長が中田宏に代わった後も、両者の協力関係が維持されている。2012年には林文子市長が「次世代まちづくり」創造のための包括協定を結び、田園都市地域を環境未来都市や超高齢化社会に対応するモデル地域にする取組みを進めている（上記参照）。

#### 学校問題
東急は土地区画整理事業によって造成した学校用地を横浜市に原価で購入することを求めたが、横浜市側は無償提供を求めた。この問題をはじめとした諸問題について、両者が協議を行う場として1968年に「多摩田園都市問題協議会」が設置され、同年、学校用地の提供方法について両者の合意が成立した。合意の中には、横浜市立つつじが丘小学校及び横浜市立美しが丘小学校の用地を土地区画整理事業の整備地から無償で提供するという内容も含まれていた。
その後、1971年に児童生徒数が想定以上の増加率となっているとして、横浜市は開発地域内における集合住宅や宅地造成計画を停止させる措置をとった。1973年11月に、東急と横浜市教育委員会の間で、開発地域内に設置する学校数を増やすことを前提として学校用地を確保し、先に合意された提供条件で学校用地を横浜市に引き渡すことで両者が合意した
一方、学校用地の引渡しが行われた後も、1974年に開校する横浜市立青葉台中学校まで、緑区域での学校施設の建設は進まず、東急が貸与する移動式プレハブ校舎を使用して授業を行っていた。
このため、住民は「市中心部優先施策」によって緑区域は後回しにされていると、市政に対して大きな不満を持っていた。

#### 横浜市営地下鉄接続駅問題
港北ニュータウンの基幹交通路線となる横浜市営地下鉄3号線と、東急田園都市線の接続駅について、1971年6月に作成された港北ニュータウン基本計画では具体的な接続駅を決定していなかったが、同年9月横浜市は東急に接続駅について問い合わせを行い、東急は快速(当時)の停車駅で、駅周辺に東急の所有地が多数あることから接続駅設置に便宜を図ることができるなどとして、たまプラーザ駅が最も良い接続駅であると回答した。
その後、横浜市交通局は、東名高速道路及び国道246号線との交差が容易で、将来小田急線方面に延伸するのに都合が良く、路線延長が短くなり工事費が安くなるという理由から、当時は未だ設置されていなかった、元石川駅（現在のあざみ野駅）を接続駅とする結論を出した。
それに対して、東急側は将来的に急行停車を予定していた、たまプラーザ駅を接続駅とすることを横浜市側に要望したが、市の負担で東京方面へのアクセス性向上を図るのは営業的にも好ましくないなどの理由で、元石川駅を接続駅とする方針を変えなかった。このため、両者の話し合いによる円満解決を求めて、運輸省は路線免許の交付を保留した。
1981年に美しが丘連合自治会が、東急と横浜市に対して、横浜市営地下鉄3号線の接続駅をたまプラーザ駅とするように1万人の署名を集めて要望したが、横浜市議会は全会一致でこれを却下した。
その後、東急と横浜市が改めて交渉し、1984年に東急が横浜市側の要求を受け入れ、あざみ野駅を接続駅とする事で合意した。
1993年3月18日に地下鉄3号線が新横浜駅からあざみ野駅まで延長開業し、港北ニュータウンから東京都区内への通勤・通学客や、新横浜駅で東海道新幹線を利用する東急沿線の遠距離利用客があざみ野駅で乗り換えられるようになったが、田園都市線の急行や快速はいずれもあざみ野駅を通過したままだった。あざみ野駅の利用客は増加を続け、急行停車駅に匹敵するほどになったが、渋谷方面から急行や快速を利用した乗客は緩急接続駅の鷺沼駅か、あざみ野駅の隣駅であるたまプラーザ駅での乗り換えが必要で、住民からはあざみ野駅急行停車への強い要望があった。これに対し、東急は2000年9月に横浜市に向けた回答で、青葉台駅以西からの所要時間増加を避けるために藤が丘駅での急行待避設備整備を進め、その完成で停車要望に応えるという姿勢を取った。結果、2002年3月28日のダイヤ改正であざみ野駅への急行停車が実現し、同年6月に新横浜の横浜国際総合競技場で決勝戦を含む4試合が開催された2002 FIFAワールドカップ（サッカーW杯日韓大会）輸送も含めた利便性の向上が果たされた。

### 町田市
町田市鶴間にある南町田駅周辺では、周辺の住宅開発の進展、国道16号町田立体等の幹線道路の整備、南町田駅の北口整備等を契機として、2015年6月に新たなまちづくりの指針となる「南町田駅周辺地区拠点整備基本方針」が町田市によって策定された。
また南町田駅南側の東急が多摩田園都市計画のために取得した社有地に存在した屋外型アウトレットモール「グランベリーモール」の老朽化や陳腐化が進行してきたことなどを踏まえ、町田市と東急の共同による「南町田拠点創出まちづくりプロジェクト」が立ち上げられ、旧グランベリーモールや鶴間公園、住宅や駅前広場などを一体的に再整備する計画が進められることとなり、2017年（平成29年）より順次事業が着手され、2019年（令和元年）11月13日に「南町田グランベリーパーク」として街びらきを迎えた。最寄駅となる南町田駅も改修工事が行われた上で、街びらきより先行して同年10月1日に「南町田グランベリーパーク駅」へと改称されている。

### 大和市
1942年に、海軍兵器廠が建設され、終戦後も工業地域として発展していた市の南部に比べて、開発の遅れていた市の北東部の開発を進めるために、大和市当局は、東急などが計画していた範囲よりも多くの区域での土地区画整理事業の施行を求めていた。
しかし、地元住民は、既存集落が形成されており、土地区画整理事業を施行しなくても利用可能な土地が多くあったことから、開発に対してあまり熱心ではなかった。

## 田園都市線の建設
多摩田園都市の基軸交通機関となる東急田園都市線は、1966年4月1日に第1ブロックから第3ブロックを貫く溝の口駅 - 長津田駅間が開業した。
長津田以西については、土地区画整理事業の進捗にあわせて1968年4月1日に町田市小川地区のつくし野駅、1972年4月1日に同すずかけ台駅、1976年10月15日に大和市公所地区のつきみ野駅と小刻みに延伸され、1984年4月に大和市の中央林間駅まで全線開業した。
一方、都心方面では1977年に新玉川線を介して渋谷駅への直通運転が始まり、1978年以降には営団地下鉄（現：東京メトロ）半蔵門線を経由した東京都心方面への直通運転区間も順次延長されて利便性が向上した。
さらに、横浜市が主導して整備した港北ニュータウンの住民の多くも田園都市線を利用するようになったことから、朝ラッシュ時には東京都心方面への輸送量のみが大規模となり、田園都市線の混雑は全国的にもワーストクラスとなっている。これについては東急田園都市線#利用状況の項を参照されたい。

## この地域を舞台とした作品
- 佐藤春夫『田園の憂鬱』- 都筑郡中里村に居宅を構えていた時期に執筆された。
- NHK総合テレビ『現代の映像』（1966年6月17日放送"50万人の器")
  - 同年4月に開通したばかりの田園都市線と共に、開発途上の多摩田園都市一帯を取り上げている。
- TBSのドラマシリーズ『泣いてたまるか』- 開発初期、1960年代の風景が見られる。
- TBSの金曜ドラマシリーズ『金曜日の妻たちへ』- 1980年代、開発を経て成熟期の時代。
- テレビ朝日の『私鉄沿線97分署』,『ニュータウン仮分署』
- 想田和弘による映画『選挙』